# José Triana
José Triana (Hatuey, Camagüey; 4 de gener de 1931-París, 4 de març de 2018) va ser un poeta i dramaturg cubà.,

## Biografia
Va néixer en una família modesta d'origen obrer. Graduat de Batxiller en Lletres a l'Institut de Manzanillo (Oriente), després de matricular-se en Filosofia i Lletres en la Universitat d'Oriente en 1952, va marxar a Espanya, on va ingressar a la Universitat de Madrid en 1955, però no va concloure els seus estudis.
A Espanya va ser actor amb el Grup Dido (1956-1957) i ajudant d'escena del Teatro Ensayo (1958). Va viatjar per França, Bèlgica, Itàlia i Anglaterra.
De nou a Cuba, va ser empleat de la Companyia de Telèfons, on havia treballat abans d'anar a Espanya. Després va ser actor i assessor de teatre a la Sala Prometeo i assessor literari del Consell Nacional de Cultura, de l'Editora Nacional de Cuba i de l'Institut Cubà del Llibre. Ha col·laborat a Ciclón, Lunes de Revolución, Revolución, Casa de las Américas, Unión, La Gaceta de Cuba i a les publicacions parisenques Les Lettres Nouvelles i Cahiers Renaud Barrault. Va assistir al Primer Congrés Nacional d'Escriptors i Artistes de Cuba (l'Havana, 1961).
Va estrenar en 1961 una adaptació de Èdip rei, de Sòfocles, i el 1964 una versió lliure de La tia de Carlos, de Brandom Thomas. Ha publicat les compilacions Teatro español actual i La generación del 98: Unamuno, Valle-Inclán, Baroja, Machado, Azorín. En col·laboració amb Chantal Dumaine, la seva esposa, va traduir Los biombos, de Jean Genet. Ha estat traduït a l'anglès, francès, italià, portuguès, alemany, hongarès, polonès, suec, finès, danès, neerlandès, noruec, hebreu i català.
La seva poesia i el seu teatre complet van ser publicats en 2011 i 2012 en edicions revisades pel mateix autor per l'editorial Aduana Vieja.
Triana, que havia complert 87 anys, venia sofrint de diverses complicacions de salut pel que degué ser traslladat al centre mèdic Jeanne Garnier, on va morir el diumenge 4 de març de 2018.

## Premis, reconeixements i distincions
- Premi de teatre Casa de las Américas (1965)
- Premi el Gallo de La Habana (1966)
- Altres premis a Colòmbia, l'Argentina i Mèxic per la seva obra "La noche de los asesinos".